# Pierluigi Chicca
Pierluigi Chicca (Livorno, 22 dicembre 1937 – Roma, 18 giugno 2017) è stato uno schermidore e maestro di scherma italiano, specializzato nella sciabola. Ha vinto due medaglie d'argento ed una di bronzo ai Giochi olimpici di Roma, Tokyo e Città del Messico.
Cresciuto schermisticamente sotto la guida del Maestro Bela Balogh, ha fatto parte dello storico Circolo Scherma Fides di Livorno. 
Nel 1969, terminata l'attività agonistica, ha iniziato la carriera di allenatore con la nazionale messicana nelle tre armi.

## Palmarès
In carriera ha ottenuto i seguenti risultati:
 Giochi olimpici 
Individuale
A squadre
- Argento nella sciabola a Tokyo 1964
- Argento nella sciabola a Città del Messico 1968
- Bronzo nella sciabola a Roma 1960

 Mondiali 
Individuale
A squadre
- Argento nella sciabola a Parigi 1965

 Campionati italiani 
Individuale
- Oro nella sciabola nel 1958
- Oro nella sciabola nel 1960
- Oro nella sciabola nel 1965

A squadre
 Altri risultati 
Mondiali giovanili
Individuale
- Oro nella sciabola a Varsavia 1957

A squadre